# Muhammad Yusef Ali Khan Bahadur
Muhammad Yusef Ali Khan Bahadur (Rampur, 5 marzo 1816 – Rampur, 21 aprile 1865) è stato un principe indiano.
Fu Nawab di Rampur dal 1855 al 1865.

## Biografia
Nato a Rampur nel 1816, Muhammad Yusef succedette a suo padre, il nawab Muhammad Said Khan alla morte di questi nel 1855.
Durante la rivolta indiana del 1857, diede grande supporto al governo britannico in India, fornendo rifornimenti e mantenendo aperte le comunicazioni verso Naini Tal, recuperando i fuggitivi ed assicurando agli inglesi la cittadina di Moradabad. Per questi  servizi gli vennero concesse delle terre a Bareilly dal viceré d'India lord Canning,  ottenne il titolo di cavaliere nel 1861 , e gli fu riconosciuto un saluto personale con 13 salve di cannone assieme al titolo di "altezza". Inoltre venne nominato membro del consiglio del viceré. Malgrado il suo supporto agli inglesi, Yusef continuò a preservare la tradizione artistica legata all'era moghul nel suo stato, invitando musicisti, studiosi ed artisti alla sua corte, tra i quali spiccò la figura del poeta Mirza Ghalib.
Morì nel 1865 a 49 anni di età, e gli succedette sul trono suo figlio Kalb Ali Khan Bahadur.
Poco prima di morire, Yusef Ali Khan promosse la costituzione della banca di Rohilkund (detta anche banca di Rohilkhand) con l'obbiettivo di istituire il primo istituto bancario dell'area. Fondata nel 1862, la banca ebbe poco credito all'estero e fu scarsamente utilizzata anche dagli abitanti locali che avevano diffidenza verso queste "invenzioni" occidentali. La banca fu la prima di uno stato principesco indiano, anche se il giro d'affari rimase limitato, e nel 1958 fallì venendo integrata nell'Oudh Commercial Bank.